# Іщенко Ніна Григорівна
Ніна Григорівна Іщенко (12 червня 1937, Мари — 22 жовтня 2020, Київ) — українська філологиня-мовознавиця, педагог. Доктор філологічних наук (2001), професор (2002). Заслужена працівниця освіти УРСР. Засновниця наукової школи взаємодії системи мови та системи мовлення (2006).
Майже 15 років — викладачка Київського педагогічного інституту імені О. М. Горького (1972—1986), більше 20 років — педагог Київського національного лінгвістичного університету (1986—2008), завідувачка кафедри німецької філології. Останні 12 років життя віддала праці в Київському політехнічному інституті (2008—2020), завідувала кафедрою теорії, практики та перекладу англійської мови. Авторка понад 100 наукових робіт, провідна дослідниця семантики німецької та англійської мов.

## Життєпис
Народилась 12 червня 1937 року у місті Мари, Туркменська РСР.
У 1959-му році закінчила Сталінабадський педагогічний інститут за спеціальністю «Вчитель німецької мови».
З 1964-го року паралельно викладала у Кримському сільськогосподарському інституті та Кримському університеті імені М. В. Фрунзе (обидва — у Симферополі).
З 1972-го року — викладачка Київського педагогічного інституту імені О. М. Горького. Через рік закінчила Київський державний педагогічний інститут іноземних мов за спеціальністю «Вчитель англійської мови».
У 1983-му році здобула науковий ступінь кандидата філологічних наук, захистивши дисертацію на тему «Синонимические отношения в сфере однокоренных абстрактных существительных современного немецкого языка».
У 1986-му році перейшла на роботу до Київського національного лінгвістичного університету, через рік обійняла посаду завідувачки кафедри німецької філології.
У 2001-му році здобула науковий ступінь доктора філологічних наук, захистивши дисертацію на тему «Синонимия однокоренных производных имен существительных современного немецкого языка». Через рік Ніні Іщенко присвоєно вчене звання професора.

Могила Ніни Іщенко, Байкове кладовище

У 2006-му році заснувала наукову школу взаємодії системи мови та системи мовлення. Останні 12 років життя, з 2008-го року, викладала у Київському політехнічному інституті, завідувала кафедрою теорії, практики та перекладу англійської мови.
Авторка понад 100 наукових робіт, зокрема декількох навчальних підручників. Провідна дослідниця семантики німецької та англійської мов. Наукова керівниця десятків кандидатів та докторів філологічних наук.
Працювала до останніх днів. Померла 22 жовтня 2020-го року. Була кремована, прах похований у колумбарії Байкового кладовища (50°24′55.10″ пн. ш. 30°30′16.70″ сх. д. / 50.4153056° пн. ш. 30.5046389° сх. д.).

## Науковий доробок (частковий)
- 1983 — «Синонимические отношения в сфере однокоренных абстрактных существительных современного немецкого языка» (дисертація)
- 1999 — «Методичні рекомендації з питань підготовки та проведення державного іспиту з першої іноземної мови» (у співавторстві)
- 2000 — «Словообразовательная синонимия в современном немецком языке» (монографія)
- 2000 — «До проблеми словотвірної синонімії та словотвірних синонімів в сучасній німецькій мові» (стаття)
- 2001 — «Синонимия однокоренных производных имен существительных современного немецкого языка» (дисертація)
- 2001 — «Підручник німецької мови для старших курсів факультетів німецької мови і університетів» (у співавторстві)
- 2002 — «Навчально-методичні матеріали до курсу стилістики сучасної німецької мови „Стилістичні засоби, стилістичні фігури та їх функції“»
- 2009 — «Компонентна структура лексичного значення» (стаття)
- 2009 — «Лексичне значення словотвірних синонімів» (стаття)
- 2010 — «Семантичні та словотворчі процеси в словниковому складі сучасної німецької мови» (стаття)
- 2010 — «Системність у лексиці» (стаття)
- 2012 — «Семантичні зв'язки в системі однокореневих утворень у сучасній німецькій мові» (стаття)
- 2012 — «Прагматичне значення похідних іменників» (стаття)
- 2013 — «Категоріальна семантика похідних у сучасній німецькій мові» (стаття)
- 2013 — «Лексико-граматичні домінанти наукового тексту» (стаття)
- 2013 — «Семантична та поняттєва категоріі у мовознавчих студіях» (стаття)
- 2013 — «Словотвірне значення похідних іменників сучасної німецької мови» (стаття)
- 2014 — «Жанрова палітра наукової комунікації» (стаття)
- 2014 — «Мовленнєвий жанр в контексті наукового стилю» (стаття)
- 2014 — «Рекламний текст як форма соціального впливу» (стаття)
- 2014 — «Наукова редакційна стаття і мовленнєвий жанр в контексті наукового стилю» (стаття)
- 2016 — «Текст — цілісна мовна й мовленнєва структура» (стаття)
- 2016 — «Текст — цілісна смислова і мовленнєва структура» (стаття)
- 2017 — «Семантичні зв'язки в системі однокореневих утворень сучасної німецької мови» (стаття)
- 2019 — «Текст у парадигмі лінгвістичних досліджень (комунікативно-прагматичний аспект)» (стаття)

## Нагороди
- заслужена працівниця народної освіти УРСР
- відмінниця народної освіти УРСР (двічі)
- почесні грамоти Міністерства освіти і науки України